# Corno Stella
Pour l’article homonyme, voir Corno Stella (Lombardie).
Corno Stella est un sommet des Alpes de 3 050 ou 3 059 m d'altitude, situé intégralement en Italie, dans la vallée du Gesso, dans la province de Coni et dans les limites du parc naturel des Alpes maritimes (en italien : parco naturale delle Alpi Marittime) qui constitue un parc naturel européen avec le parc national du Mercantour qui le jouxte de l'autre côté de la frontière franco-italienne. Ce sommet tient une partie de sa réputation de son inaccessibilité (la voie normale comporte un pas de IV).
Ce sommet constitué de gneiss, attire les alpinistes par la qualité de son rocher et l'ampleur de ses faces. Mais c'est surtout l'histoire de sa conquête, et le mythe qui l'entoure, qui en fait l'attrait, cette paroi étant devenue pour un temps le symbole de la difficulté technique dans les Alpes du Sud dans les années 1960.

## Toponymie
Corno Stella pourrait se traduire en français par « corne des étoiles ». Étymologiquement, ce nom proviendrait de la forme de corne que prend le sommet vue du haut du couloir de Lourousa, corne qui semblerait vouloir gratter les étoiles. Pour certains, et moins poétiquement, la « corne » du sommet semblerait désigner le Monte Stella, un des deux sommets voisins. Le Corno Stella constitue avec le Monte Stella, le Gelas di Lourousa et les sommets Sud et Nord de l'Argentera, le cœur du massif du Mercantour-Argentera.

## Première ascension
Les premières tentatives d'ascension se soldent par des échecs, parfois mortels.
D'abord réputé inaccessible, c'est Victor de Cessole, insatiable alpiniste niçois, qui entrevoit une possibilité de voie dans le centre de la face Sud. C'est le guide Jean Plent qui franchit le pas difficile (IV impossible à protéger) et ainsi ouvre la voie du sommet, avec Andrea Ghigo, à son client le 22 août 1903.
Bien sûr, les pitons n'existaient pas à l'époque et c'est à mains nues et chaussé de tricounis que Jean Plent, n'écoutant que son courage, se lancera dans ce passage-clé, connu sous le nom de « mauvais pas » d'une hauteur de 22 mètres.

## Alpinisme: les voies majeures
Les voies majeures se situent dans les faces nord et sud. Elles sont d'ampleur respectable : la face nord s'étire sur 600 m et la face sud sur 500 m.

### Paroi sud/ouest
| Voie                     | Première                          | Date            | Première hivernale                            | Date            |
| ------------------------ | --------------------------------- | --------------- | --------------------------------------------- | --------------- |
| Voie De Cessole          | V. De Cessole, J. Plent, A. Ghigo | 22 août 1903    | M. Campia, N. Gandolfo, R. Nervo, A. Quaranta | 10 janvier 1937 |
| Spigolo Inférieur        | G. Ellena, L. Giugliano           | 21 août 1927    | P.L. Revelli, F. Sorzana                      | 20 janvier 1966 |
| Voie Campia              | M. Campia, G. Ellena, R. Nervo    | 15 juillet 1945 | D. Ughetto, F. Ruggieri                       | 20 février 1961 |
| Voie Dufranc (Diagonale) | M. Dufranc, F. Cravoisier         | 15 août 1968    | Patrick Berhault                              | 8 février 1980  |
| Voie Ruggeri-Ughetto     | D. Ughetto, F. Ruggieri           | 26 juillet 1960 | Patrick Berhault                              | 9 février 1980  |
| Spigolo Supérieur        | G. Ellena, E. Soria               | 17 août 1930    | D. Ughetto, F. Ruggieri                       | 19 février 1962 |

### Paroi nord/est
| Voie                  | Première                     | Date               | Première hivernale         | Date                   |
| --------------------- | ---------------------------- | ------------------ | -------------------------- | ---------------------- |
| Voie du Diedre Rouge  | D.Ughetto, F.Ruggieri        | 11-12-13 juin 1962 | J.Gounand, G.Grisolle      | 23-24-25 décembre 1971 |
| Voie dell'Aspirazione | M.Morgantini, V.Ravaschietto | Juillet 1978       | R.Piombo, M.Schenone       | 27 décembre 1988       |
| Voie Siccardi         | G.Carbone, G.Salesi          | 20 juin 1976       |                            |                        |
| Voie Rabbi            | M.Maccagno, C.Rabbi          | 24 juillet 1954    | D.Ughetto, F.Ruggieri      | 12-13 février 1962     |
| Voie Ellena           | G.Ellena, E.Soria            | 21 août 1932       | Tarcisio e Tommaso Martini | 20 janvier 1974        |

### La voie dudièdre rougeen face Nord
Dans les années 1960, la mode est aux voies directes (directe américaine aux Drus, directe Brandler Hasse à la Cima Grande dans les Dolomites).
Franck Ruggeri et Didier Ughetto, deux alpinistes français des Alpes-Maritimes, forment une forte cordée du moment. Après l'ouverture préalable d'autres voies au Corno Stella, ils n'en sont pas à leur coup d'essai sur cette montagne. 
Ils décident en 1962 de s'attaquer à l'ouverture d'une voie directe dans la face Nord. La voie qui leur semble logique est constituée d'un dièdre évasé et surplombant, fermé par un énorme toit.
Après sept tentatives infructueuses, ils comprennent qu'ils ne peuvent venir à bout des larges fissures de la voie avec le matériel d'alpinisme des années 1960. Franck Ruggeri, bricoleur de génie, a alors l'idée de fabriquer des coins de bois de largeur réglable (jusqu'à 26 cm) en guise de coinceurs pour constituer des points d'assurage. Forts de cette invention, les deux grimpeurs réussissent la voie en technique artificielle du 11 au 13 juin 1962. La voie qu'ils cotent V/A3, devient une des plus difficiles des Alpes du Sud,.
La voie devient dès lors mythique et attire d'autres talentueux grimpeurs qui voudront y inscrire leur nom :
- 1re hivernale par Jean Gounand et Georges Grisolles du 23 au 25 décembre 1971[7] ;
- 1er parcours en libre par Patrick Berhault[7] ;
- 1re solitaire par Patrick Berhault en 1996[7] ;
- 1re solitaire hivernale, le 17 janvier 2001, en 12 heures, encore par Patrick Berhault au cours de sa grande traversée des Alpes[8] ;
- 1re parcours en libre et en hiver, le 23 décembre 2018, par Symon Welfringer et Xavier Cailhol, en 6 heures[7].

La voie comporte dix longueurs et sa cotation actuelle est 6B/A1 ED (350 m) avec une longueur de 7A+/A1.
Sommet fétiche de Patrick Berhault, célèbre alpiniste niçois à la réputation internationale, il dira que c'est au Corno Stella qu'il a appris la montagne.